# Dariusz Wdowczyk
Dariusz Wdowczyk (* 25. September 1962 in Warschau, Polen) ist ein ehemaliger polnischer Fußballspieler und derzeitiger Fußballtrainer.

## Vereinskarriere
Sein Debüt in der polnischen Ekstraklasa gab Wdowczyk 1981 bei seinem Heimatverein Gwardia Warszawa im Stadion WKS Gwardia Warszawa. Bei Gwardia spielte er zwei Jahre in der höchsten polnischen Spielklasse Ekstraklasa, bevor er 1983 zum Stadtrivalen Legia Warschau wechselte. Bei Legia avancierte er zum absoluten Leistungsträger und Topspieler. Nach sieben erfolgreichen Saisons bei Legia wechselte Dariusz Wdowczyk 1990 nach Schottland zu Celtic Glasgow. Auch bei Celtic wurde Wdowczyk schnell Stammspieler und verbrachte insgesamt fünf Saisons bei den Schotten. 1994 wechselte er zu Reading FC in die zweite englische Liga. Bei Reading brachte er es auf 82 Ligaspiele in vier Saisons. 1998 kehrte er nach Polen zurück und spielte die Hinrunde 1998/99 für Polonia Warschau, ehe er im selben Jahr seine Profikarriere beendete.

## Nationalmannschaft
Für die polnische Fußballnationalmannschaft absolvierte er 53 Spiele und debütierte am 12. September 1984 in Helsinki gegen Finnland (2:0). Sein letztes Länderspiel bestritt er am 9. Mai 1992 in Salzburg gegen Österreich (4:2).

## Erfolge als Spieler
- 2× polnischer Pokalsieger (1989, 1990)
- 1× polnischer Supercupsieger (1990)
- 2× U-18-Vize-Europameister (1980, 1981)

## Trainerkarriere
Dariusz Wdowczyk trainierte von 1998 bis 2000 den Hauptstadtklub Polonia Warschau. Mit Polonia gewann er 2000 die polnische Meisterschaft, den polnischen Ligapokal und den polnischen Supercup. Nach einer schlechten Hinrunde der Saison 2000/2001 wurde Wdowczyk jedoch entlassen. Von 2000 bis 2001 trainierte er den polnischen Erstligaklub Orlen Płock. Anschließend von 2001 bis 2002 den polnischen Traditionsklub Widzew Łódź. Nach der Entlassung bei Widzew im Juli 2002 übernahm Wdowczyk den damaligen Drittligisten Korona Kielce. Hier arbeitete er von 2002 bis 2004 und schaffte den Aufstieg von der 3. Liga in die 2. Liga und anschließend auch in die Ekstraklasa (obwohl er kurz nach Ende der Hinrunde 2004/2005 zu Legia Warschau wechselte). Von 2005 bis 2007 trainierte er den polnischen Topklub Legia Warschau. Mit Legia gewann er 2006 die polnische Meisterschaft. Nachdem Legia Warschau den Einzug in die UEFA Champions League verpasst hat, im UEFA-Pokal und im polnischen Pokal ausgeschieden war, wurde Wdowczyk im April 2007 entlassen. Daraufhin war er von Juli 2007 bis Ende Oktober 2007 Sportdirektor beim schottischen Klub Livingston FC, bevor er Ende 2007 beim damaligen Zweitligisten Polonia Warschau anheuerte. Am 28. März 2008 wurde er vom CBA (dem polnischen Antikorruptionsbüro) festgenommen. Ihm wurde vorgeworfen während seiner Zeit bei Korona Kielce mehrfach Schiedsrichter und Verantwortliche bestochen zu haben. Daraufhin wurde er bei Polonia Warschau fristlos entlassen. Seitdem trainierte er den polnischen Viertligisten Korona Góra Kalwaria. Dieses Amt bekleidete er bis zum März 2009. Ende März 2013 übernahm er den Trainerposten beim polnischen Erstligisten Pogoń Szczecin.

## Erfolge als Trainer
- 2 × polnischer Meister (2000, 2006)
- 1 × polnischer Ligapokalsieger (2000)
- 1 × polnischer Supercupsieger (2000)